# Леторії (рід)
Леторії — патриціанський та плебейський впливовий рід Стародавнього Риму. Мав етруське походження. Його представники мали вплив за ранньої Республіки. Входи до політичної групи на чолі із Флавіями.

## Найвідоміші Леторії
- Марк Леторій, народний трибун 494 року до н. е., провів закон, згідно з яким плебейські посадові особи обиралися по трибам.
- Гай Леторій, курульний еділ у 216 році до н. е., організатор перших Римських ігор, проетор 210 року до н. е.. намісник Цізальпійської Галлії.
- Публій Леторій, прихильник Гай Гракха.
- Марк Леторій, прихильник Гая Марія Старшого.
- Гай Леторій, учасник судового процесу часів імператора Октавіана Августа.